# 알렌 M. 섬너급 구축함

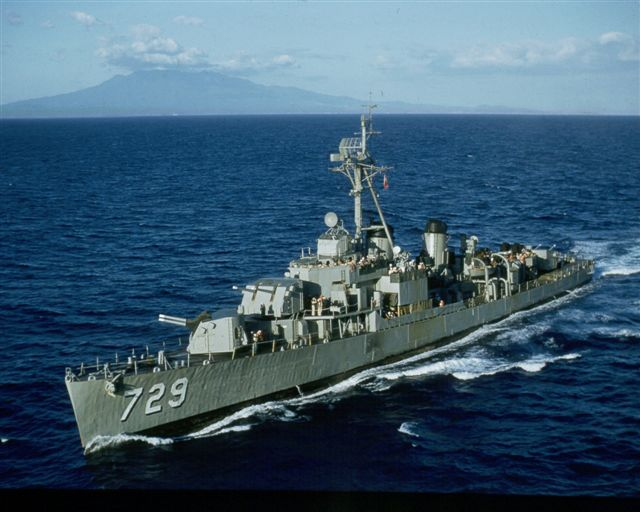

알렌 M. 섬너(Allen M. Sumner)급 구축함은 제2차 세계 대전 중 미국이 건조한 구축함이며 58척 가량 배치했다. 플레처급 구축함과 기어링급 구축함의 중간에 속하는 함선이다. 함명은 제1차 세계 대전 당시 프랑스 벨로숲에서 독일군의 포격에 전사한 알렌 M. 섬너 주니어 해병대 대위의 이름에서 따온 것이다. 무장으로는 5인치 Mk12 2연장포 3기 6문, 40mm 보포스 기관포 12정(4연장 2기, 2연장 2기), 20mm 오리콘 기관포 11정, 2문의 폭뢰투하레일, 21인치 어뢰발사관 10문을 보유했다. 현대화 개수 후에는 하푼 미사일 8발을 운용했다.
1943-45년에 배치된 섬너급 구축함은 2척은 너무 심하게 손상되어 폐기되었지만, 살아남은 함선은 1970년대까지 미 해군에서 활약했다. 미국 함대에서 퇴역한 후, 그 중 29척는 대한민국 해군등 다른 해군에 매각되어 더 운용했다. 하나는 여전히 사우스 캐롤라이나에 박물관 배로 보존되어있다.

## 설명
첫 번째 배는 1943년 5월에 건조되었고 마지막 배는 1945년 4월에 진수되었다. 당시 미국은 알렌 M.섬너급 구축함 58척을 생산했다. 알렌 M. 섬너급는 1941년부터 1944년까지 제작된 이전의 플레처급 구축함를 개량한 것이다. 하나는 Mk.12 5인치 38구경장 양용포를 탑재한 것이다. 이 포는 자동으로 탄을 공급하는 양탄기와 함께 포탄을 쉽게 넣을 수 있는 유압식 포탄밀대를 채용해서 발사속도가 분당 15 ~ 22발에 달했다. 안정화된 Mark 40A 사격 통제 컴퓨터와 연결된 Mark 11 사격 통제 레이더가 있는 Mark 20 Gun 사격 통제 시스템에 의해 유도되었다. 그 덕분에 대공사격과 장거리 포격시 고각 유지를 쉽게 할 수 있어서, 대공 화망 형성과 대함 포격전 모두 우수한 능력을 보였다.
알렌 M. 섬너급는 플레처급와 동일한 길이의 선체에 5인치 총기 무장을 20% 증가시키고 가벼운 AA 무장을 거의 50% 증가시켰다. 폭은 15인치(38cm), 흘수는 약 15인치(38cm) 더 깊다. 표준 배수량의 증가는 150톤에 불과했는데, 약 7.5%였다. 따라서, 알렌 M. 섬너급은 적은 비용으로 전투력을 크게 향상시켰다.

## 실전
알렌 M. 섬너급은 오키나와 전투에서 다른 임무뿐만 아니라 대공 레이더로 일본 전투기들을 감시하는 도중, 몇 번의 손상을 입었다. 쿠퍼, 메러디스, 매너트 L. 아벨, 드렉슬러는 전쟁 중에 잃었고, 휴 W. 해들리는 가미카제 공격으로 너무 심하게 손상되어 전쟁이 끝난 직후에 폐기되었다. 게다가, 프랭크 E. 에반스는 항공모함 HMAS 멜버른과 충돌하여 반으로 쪼개졌고, 수리되지 않았다. 전쟁이 끝난 후 대부분의 섬너급(일부 경 기뢰층 제외)는 40mm 및 20mm 주포를 최대 3개의 50인치/76 구경 주포(21mm)로 교체했으며 폴 마스트는 삼각대로 교체되어 새롭고 더 무거운 레이더를 탑재했다.
1960-65년 FRAM II 프로그램에 따라 33척의 섬너급 구축함은 현대화 개수되었지만 기어링급 구축함만큼 광범위하지 않았다. 미 해군 속어에서 수정된 구축함은 "FRAM 캔"이라고 불렸고, "캔"은 구축함 또는 구축함 호위를 가리키는 속어인 "깡통"의 축약형이었다. 현대화 개수된 섬너급 구축함은 베트남 전쟁에서 많은 활약을 했다. 그들은 또한 항공모함 전투 그룹(2004년 항공모함 타격 그룹)과 상륙 준비 그룹(2006년 원정 공격 그룹)의 호위 역할을 했다. 1965년 이후부터, 섬너급 일부는 해군 예비군(NRF)으로 옮겨졌고, 해군 예비군 훈련을 위한 부분적인 활동적인 승무원들과 함께 했다.

## 처분
섬너급은 1970년대까지 미 해군에서 활약했다. DASH는 신뢰성 저하로 인해 1969년 대잠전(ASW) 서비스에서 철수했다. ASROC이 부족한 알렌 M. 섬너은 대잠전력 없이 방치되어 1970-73년 퇴역했으며, 대부분은 외국 해군으로 매각되었다. 7척은 미국에 의해 함대훈련에서 격침되었고, 13척은 고철스크랩되었고, 29척(2척은 예비 부품으로)은 다른 해군에 팔렸다. 그중 12척은 중화민국 해군에, 2척은 대한민국 해군에 팔렸다. 이란 2척, 튀르키예 1척,그리스 1척,베네수엘라 2척,콜롬비아 2척,칠레 2척,브라질 5척,아르헨티나 4척가량 팔렸다.
현재 사우스 캐롤라이나 주 찰스턴의 패트리어츠 포인트에 위치한 USS 래피(DD-724)만이 박물관 배로 남아 있다.